# Jung Jin-young
Jung Jin-young (en hangul, 정진영) (16 de octubre de 1964) es un actor surcoreano.

## Carrera
Es miembro de la agencia "FNC Entertainment".
Ha actuado en numerosas películas, incluyendo Hi! Dharma!, Bunt, y The Case of Itaewon Homicide. Pero es más conocido por sus colaboraciones con el director Lee Joon-ik como Once Upon a Time in a Battlefield y su secuela Battlefield Heroes, The Happy Life, Sunny, y en especial por su papel como el rey Yeonsan en la exitosa película The King and the Clown.
También ha participado en series de televisión como The Kingdom of The Winds, Dong Yi, Brain, y Love Rain.
El 1 de junio de 2020 se unió al elenco recurrente de la serie My Unfamiliar Family (también conocida como "(Although We Don’t Know Much) We Are A Family"), donde interpretó a un padre que mantiene a su familia como conductor de camión, hasta el final de la serie el 21 de julio del mismo año.
En diciembre de 2021 se unió al elenco recurrente de la serie Bulgasal: Immortal Souls (también conocida como "Starfish").
En octubre de 2022 se estrenó la serie de ciencia ficción Yonder, donde Jung interpreta el personaje del doctor K, un científico del cerebro que intenta abordar la muerte con la ciencia.

## Vida personal
Jung está casado y tiene un hijo.

## Filmografía

### Películas
- Opening the Closed School Gates (1992)
- 로자를 위하여 (corto, 1994)
- Terrorist (1995)
- Green Fish (1997) (también fue asistente de dirección)
- Partner (1997)
- A Promise (1998)
- The Ring Virus (1999)
- Bichunmoo (2000)
- Prison World Cup (2001)
- Guns & Talks (2001)
- Hi! Dharma! (2001)
- Wild Card (2003)
- Once Upon a Time in a Battlefield (2003)
- Hi! Dharma 2: Showdown in Seoul (2004)
- Chul-soo and Young-hee (2004)
- King and the Clown (2005)
- Love Phobia (2006) (cameo)
- If You Were Me 3 "An Ephemeral Life" (2006)
- Bunt (2007)
- For Eternal Hearts (2007)
- The Happy Life (2007)
- Sunny (2008)
- The Case of Itaewon Homicide (2009)
- Battlefield Heroes (2011)
- S.I.U. (2011)
- Love 911 (2012) (cameo)
- Milagro en la celda 7 (2013)[18]
- Another Promise (2014)
- Tabloid Truth (2014)
- Ode to My Father (2014)
- Gangnam 1970 (2015)
- Time Renegade (2015)
- Princess Deokhye (2016)
- Pandora (2016)
- Svaha (2016)
- Man of Will (2017)
- The Swindlers (2017)
- Sseol (2021)[19]
- The Book of Fish (2021)[20]
- Happy New Year (2021), como Sang-gyu.[21][22]

### Series de televisión
| Año     | Título                     | Papel                    | Canal   | Notas                      | Ref.          |
| ------- | -------------------------- | ------------------------ | ------- | -------------------------- | ------------- |
| 2007    | Unstoppable High Kick!     | Él mismo                 | MBC     | Cameo, ep. 108             |               |
| 2008    | The Kingdom of The Winds   | Rey Yuri de Goguryeo     | KBS2    |                            |               |
| 2009    | High Kick Through The Roof |                          | MBC     |                            |               |
| 2010    | Dong Yi                    | Seo Yong-gi              | MBC     |                            |               |
| 2011    | Crossing the Yengdo Bridge | Baek Ik-duk              | KBS2    |                            |               |
| 2011-12 | Brain                      | Kim Sang-chul            | KBS2    |                            |               |
| 2012    | Love Rain                  | Seo In-ha                | KBS2    |                            |               |
| 2012-13 | Jeon Woo-chi               | Profesor de Jeon Woo-chi | KBS2    | Cameo, ep. 1 y 6           |               |
| 2014    | Angel Eyes                 | Yoon Jae-bum             | SBS     |                            |               |
| 2015-16 | Glamorous Temptation       | Kang Suk-hyun            | MBC     |                            |               |
| 2018    | Sketch                     | Jang Tae-joon            |         |                            |               |
| 2019    | Chief of Staff             | Lee Seong-min            | JTBC    |                            |               |
| 2020    | My Unfamiliar Family       | Kim Sang-sik             | tvN     |                            |               |
| 2021-22 | Bulgasal: Immortal Souls   | Dan Geuk/Kwon Ho-yeol    | tvN     |                            |               |
| 2022    | Yonder                     | Dr. K                    | TVING   | Serie web                  | [ 23 ]        |
| 2023    | Shadow Detective           | Ki Do-hyung              | Disney+ | Serie web                  |               |
| 2024    | LTNS                       | Baek-ho                  | TVING   | Serie web                  | [ 24 ] [ 25 ] |
| 2024    | La reina de las lágrimas   | Hong Beom-jun            | tvN     |                            | [ 26 ]        |
| 2024    | The Auditors               |                          | tvN     | Aparición especial, ep. 12 |               |
| 2025    | Riding Life                | Lee Young-wook           | ENA     |                            | [ 27 ] [ 28 ] |

### Shows - Presentador
- I Want to Know (SBS, 2002–06) - Presentador
- MBC Documentary Special "마음의 근육을 만들다" (MBC, 2011) - Narrador
- Human Survival Challenger in Hawaii (KBS2, 2011) - Presentador
- I Am a Singer 2 (MBC, 2012) - Presentador

### Programas de variedades
- Running Man (2011) Invitado - ep. 26.

## Libros
- 꼬마삼총사 하롱하롱 탐험대 (1990)

## Premios
- 1998 19th Blue Dragon Film Awards: Mejor actor de reparto (A Promise)
- 1999 36th Grand Bell Awards: Mejor actor de reparto (A Promise)
- 2008 31st Golden Cinematography Awards: Actor más popular (Sunny)
- 2008 KBS Drama Awards: Premio a la excelencia, Actor en miniserie (The Kingdom of The Winds)
- 2011 33rd Golden Cinematography Awards: Mejor actor (Battlefield Heroes)
- 2011 KBS Drama Awards: Premio a la Excelencia, Actor en miniserie (Brain)